# Voďanka žabí
Voďanka žabí (Hydrocharis morsus-ranae), ve starší literatuře také zvaná voďanka žabí květ, je druh vodní rostliny z čeledi voďankovité (Hydrocharitaceae).
Jedná se o vodní rostlinu s výběžky, plovoucí na hladině. Listy jsou jednoduché, řapíkaté, v růžici na hladině plovoucí nebo řidčeji při vyschnutí rozložené na bahně, růžice dorůstají průměru do 30 cm. Čepele jsou celistvé, celokrajné, okrouhlé až ledvinité nebo srdčité, vzdáleně připomínající zmenšený list leknínu. Květy jsou jednopohlavné, ale jedná se o jednodomou rostlinu, samičí jsou jednotlivé, samčí jsou uspořádané do chudých vrcholíků, na bázi květní stopky bývá toulcovitý listen. Okvětí je rozlišeno na kalich a korunu. Kališní lístky jsou 3 v jednom přeslenu, jsou zelené s bílým lemem, korunní jsou také 3 v 1 přeslenu, většinou bílé s žlutě skvrnitou bází  Tyčinek je 9-12, v samičích květech je tyčinek méně a jsou jalové. Gyneceum je synkarpní, složené z 6 plodolistů. Semeník je spodní. Plodem je tobolka.

## Rozšíření ve světě
Voďanka žabí je rozšířena ve velké části Evropy, kromě úplného severu a jihu, na východ sahá až po západní Sibiř. Ve východní Asii je nahrazena příbuzným druhem Hydrocharis asiatica (=Hydrocharis dubia). Byla introdukována i do Severní Ameriky.

## Rozšíření v Česku
V ČR roste roztroušeně od nížin po pahorkatiny, hlavně v mrtvých ramenech, tůních a na okrajích rybníků, jedná se o silně ohroženou rostlinu flóry ČR. Nejhojnější je v nížinách, v nivách velkých řek.